# Zabrodzie (gromada w powiecie sokólskim)
Zabrodzie – dawna gromada, czyli najmniejsza jednostka podziału terytorialnego Polskiej Rzeczypospolitej Ludowej w latach 1954–1972.
Gromady, z gromadzkimi radami narodowymi (GRN) jako organami władzy najniższego stopnia na wsi, funkcjonowały od reformy reorganizującej administrację wiejską przeprowadzonej jesienią 1954 do momentu ich zniesienia z dniem 1 stycznia 1973, tym samym wypierając organizację gminną w latach 1954–1972.
Gromadę Zabrodzie z siedzibą GRN w Zabrodziu utworzono – jako jedną z 8759 gromad – w powiecie sokólskim w woj. białostockim, na mocy uchwały nr 22/V WRN w Białymstoku z dnia 4 października 1954. W skład jednostki weszły obszary dotychczasowych gromad Zabrodzie, Rykaczewo, Wyłudy, Wyłudki, Laskowszczyzna, Olszynka, Szumowo i Zakale ze zniesionej gminy Korycin oraz obszar dotychczasowej gromady Franckowa Buda ze zniesionej gminy Janów w tymże powiecie. Dla gromady ustalono 10 członków gromadzkiej rady narodowej.
1 stycznia 1958 gromadę Zabrodzie zniesiono, włączając jej obszar do gromad Zagórze (wsie Wyłudy, Wyłudki i Rykaczewo), Korycin (wsie Zabrodzie, Laskowszczyzna, Olszanka, Szumowo i Zakale oraz kolonię Romaszkówka-Młyn) i Janów (wieś Franckowa Buda).